# Anarquismo en Sudáfrica
El anarquismo en Sudáfrica se refiere tanto a la organización política anárquica en algunas sociedades tradicionales africanas, como al moderno movimiento anarquista de África. 

## El anarquismo y las culturas tradicionales
Sam Mbah y I. E. Igariwey en African Anarchism: The History of a Movement afirmaron lo siguiente:
```

```

En mayor o menor medida, todas las [...] sociedades tradicionales africanas presentan “elementos anárquicos” los que, examinados más de cerca, otorgan credibilidad a la máxima histórica que dice que los gobiernos no han existido desde siempre. Ellos existen aunque son un fenómeno reciente y, por lo tanto,  no necesariamente inevitable en la sociedad humana. Mientras algunas facetas “anarquistas” de las sociedades tradicionales africanas existieron por largo tiempo en etapas anteriores de la evolución social, algunas de ellas aún persisten y se manifiestan al día de hoy.

La razón por la cual las sociedades tradicionales africanas son caracterizadas como “anarquías” es debido a su estructura política horizontal y la ausencia de clases sociales. Además, el liderazgo de los miembros más ancianos normalmente no se trasciende en una estructura autoritaria, la cual caracteriza al Estado moderno (tesis expuesta por Pierre Clastres en su libro La Sociedad contra el Estado).
Un fuerte principio se ubica frente a la tradición y los “valores naturales”. Por ejemplo, aunque no existen leyes contra los violadores, el homicidio, el adulterio y la brujería, una persona que cometa estos actos será perseguida por su propio grupo, clan o tribu. El principio de respondabilidad colectiva es muchas veces invocado. 
El sistema de clases data desde el siglo XV y se estableció de la mano de los imperios europeos que dominaron África; aunque ya habían existido en la antigüedad en algunas civilizaciones africanas milenarias, como Nubia, Egipto, Axum y Hausa). Sin embargo, hasta el día de hoy muchas sociedades han permanecido como lo que se llama “tribu sin jefes”, una forma de Anarquía Ordenada.

## Historia del anarquismo sudafricano
Las primeras noticias del anarquismo en Sudáfrica nos remiten a 1904 en Ciudad del Cabo, participando de la Social Democratic Federation. En 1910 se fundaron dos grupos sindicalistas revolucionarios en Johannesburgo y una sección de la IWW. El grupo más importante de aquellos años era la International Socialist League (ISL) de 1915, en la que actuaban algunos militantes de la IWW. Pero luego de la aparición del Partico Comunista en la escena política, el anarquismo prácticamente se extinguió.
Recién en la década de 1990 resurgió el anarquismo en ciudades como Durban y Johannesburgo, editándose los periódicos Unrest (1992) y Revolt (1993). En 1993 se fundó el Anarchist Revolutionary Movement (ARM), que luego devino en la Workers Solidarity Federation (WSF) en 1995; editaban el periódico Freedom. Esta organización era de ideología anarcocomunista, pero de tendencia plataformista. Se disolvió en 1999 reemplazada por dos colectivos: Bikisha Media Collective y Zabalaza Books.

## Organizaciones anarquistas de Sudáfrica

### La Zabalaza Anarchist Communist Federation
La Zabalaza Anarchist Communist Federation, (desde 2007 Zabalaza Anarchist Communist Front) es una federación de grupos anarcocomunistas en Sudáfrica. Zabalaza está inspirada por la Plataforma Organizacional de los Comunistas Libertarios.
Los grupos que la integran son los siguientes:
- Cruz Negra Anarquista
- Colectivo Medios Bikisha
- Grupo de Acción Negra
- Grupo de Acción Zabalaza
- Zabalaza Books (editorial)
- Varias individualidades anarquistas militantes de varios "townships" a lo largo de Sudáfrica.

Dentro del África mantienen contacto con la Awareness League de Nigeria, aunque sigue siendo difícil mantenerlo debido al poco acceso a la comunicaciones como es el caso del tercer mundo. Existen contactos con otras organizaciones anticapitalistas y pro-libertarias dentro de África, en Kenia y Uganda principalmente.
Internacionalmente es parte de Solidaridad Internacional Libertaria. Sus lazos históricos más estrechos los tienen con el WSM de Irlanda, la SAC de Suecia, las dos CNTs de Francia por igual y la CGT de España.
También es de destacar el proyecto editorial, Zabalaza Books, que edita material libertario y afín a las ideas anarquistas.

## El anarquismo africano en la literatura
- "Anarchism and Revolutionary Syndicalism in South Africa, 1904-1921" por Lucien van der Walt
- "Military Dictatorship and the State in Africa" por Samuel Mbah y I.E. Igariwey, un anarquista crítico de las dictaduras militares africanas.
- "Toward The African Revolution" por Frantz por Sam Mbah y I. E. Igariwey